# Ampullaviridae
Az Ampullaviridae a vírusok egyik családja. A családba egyetlen nem (az Ampullavirus genus) és egyetlen faj, az Acidianus palackformájú vírus (Acidianus bottle-shaped virus, ABV) tartozik. Genomja kettős szálú DNS. A család nevét a latin ampulla (palack) szóról kapta.

## Leírása
Az Acidianus palackformájú vírust 2005-ben írták le olaszországi vulkanikus savas hőforrásokban (87-93 °C, pH 1,5-2,0) élő Acidianus extremofil archebaktériumokból. Egyedi formája miatt külön víruscsaládba sorolták.
A virion palack alakú, lipidburokkal rendelkezik, mintegy 230 nm hosszú, széles végén 75, keskeny végén pedig 4 nm széles. Széles végén 20 vékony, merev, 20 nm-es filamentum található, melyek az elektronmikroszkópos képeken alapjuknál összekötöttnek látszanak és egy gyűrűszerű szerkezetbe illeszkednek. A 9 nm vastag lipidburok alatt található a nukleoproteinek által stabilizált, spirálisan felcsavart, lineáris, kettős szálú DNS-genom. A virion hatféle, 15-80 kilodalton súlyú fehérjét tartalmaz. 
Az ABV genomja 23 814 bázispárból áll és feltehetően 57 különböző proteint kódol. A genom két nagyobb (300 és 600 bp) nemkódoló régióval rendelkezik; a gének egy része átfed egymással.
Jelenlegi ismereteink szerint a vírus csak az Acidianus baktériumot fertőzi; a fertőzés nem jár a gazdasejt pusztulásával, de szaporodási idejét 24 óráról 48 órára növeli. A palack alakú vírus vékony "dugós" végével kapcsolódik a gazdasejt membránjához. 